# Campeonato Peruano de Futebol de 2025 – Terceira Divisão
A Liga 3 de Fútbol Profesional del Perú de 2025 ou Liga 3 de 2025 — oficialmente denominada Liga 3 Joma de 2025 por questões de patrocínio — é a primeira edição oficial da terceira divisão do futebol peruano sob esta nova denominação e também a primeira sob o patrocínio da marca esportiva Joma. 
A organização e direção do torneio ficam a cargo da Subcomissão de Futebol Amador, órgão designado pela Federação Peruana de Futebol (FPF) para conduzir a competição, contando com o suporte da Liga de Futebol Profissional (LFP) nas áreas de gestão, operação, controle e execução geral do campeonato.
Esta edição inaugura um novo modelo de acesso e descenso no país, funcionando em paralelo à Copa do Peru, que passa agora a ocupar um nível inferior na hierarquia nominal do futebol nacional — consolidando a Liga 3 como a nova porta de entrada ao cenário semiprofissional.
A competição contará com a participação de 37 clubes, sendo: 4 equipes rebaixadas da Liga 2 de 2024, 25 clubes oriundos da Copa do Peru de 2024, e 8 clubes que chegaram às quartas de final do Torneio de Reservas de 2024.

## Regulamento
O sistema de disputa da Liga 3 2025 foi anunciado em 10 de dezembro de 2024. A competição será dividida em três fases: Fase Regional, Segunda Fase e Fase Final (Play-offs). Na Etapa Regional, as 37 equipes serão distribuídas em quatro grupos, organizados conforme a localização geográfica. Os quatro primeiros colocados de cada grupo avançam para a fase seguinte, enquanto os times com pior desempenho serão rebaixados para a Copa do Peru. Na Segunda Fase, as 16 equipes classificadas da etapa anterior serão divididas em quatro grupos de quatro. Os dois melhores de cada chave avançam para os Play-offs. Os finalistas dos Play-offs garantem o acesso à Liga 2, conquistando o direito de disputar a segunda divisão (Liga 2) do futebol peruano na temporada seguinte.

## Participantes
Inicialmente, a Liga 3 contaria com a participação de 36 equipes: os 25 melhores colocados de cada departamento na etapa nacional da Copa Peru de 2024, os oito classificados às quartas de final do Torneo de Promoción y Reserva de 2024 e os três times rebaixados da Liga 2 de 2024. No entanto, em outubro de 2024, o Deportivo Municipal teve sua licença na Liga 2 revogada e foi rebaixado diretamente para a Liga 3, elevando o número de participantes na competição de 36 para 37 equipes.
- Com a competição já iniciada, o clube Rauker FC foi desclassificado e rebaixado para a Copa do Peru de 2026 após acumular duas derrotas por W.O. nas rodadas 2 e 3 da Liga 3.[6]

| Clube                    | Cidade           |
| ------------------------ | ---------------- |
| ADT II                   | Tarma            |
| Alianza Lima II          | Lima             |
| Alto Rendimiento         | Puerto Maldonado |
| Amazon Callao            | Callao           |
| FC Carlos Stein          | Chiclayo         |
| Centro Social            | Casma            |
| Cienciano II             | Cusco            |
| Construcción Civil       | Huánuco          |
| Cultural Volante         | Bambamarca       |
| Def. José María Arguedas | Andahuaylas      |
| Deportivo Lute           | Chiclayo         |
| Deportivo Municipal      | Lima             |

| Clube                      | Cidade          |
| -------------------------- | --------------- |
| Deportivo Municipal Pangoa | Satipo          |
| Deportivo Ucrania          | Nueva Cajamarca |
| Diablos Rojos              | Juliaca         |
| Ecosem Pasco               | Cerro de Pasco  |
| Estudiantil CNI            | Iquitos         |
| FBC Melgar II              | Arequipa        |
| FCR San Antonio            | Moquegua        |
| Juventud Alfa FC           | Calca           |
| Juan Aurich                | Chiclayo        |
| Juventud Cautivo           | Huancabamba     |
| Juventud Santo Domingo     | Nazca           |
| Juventus FC                | Huamachuco      |
| Nacional FBC               | Mollendo        |

| Clube                  | Cidade       |
| ---------------------- | ------------ |
| Nuevo San Cristóbal    | Pichari      |
| Pacífico FC SMP        | Lima         |
| Patriotas FC           | Tacna        |
| Rauker FC              | Pucallpa     |
| Sport Bolognesi        | Tumbes       |
| Sport Boys II          | Callao       |
| Sport Huancayo II      | Huancayo     |
| UDA                    | Huancavelica |
| Unión Huaral           | Huaral       |
| Unión Santo Domingo    | Chachapoyas  |
| Univ. César Vallejo II | Trujillo     |
| Universitario II       | Lima         |

## Fase Regional
Os trinta e sete times participantes serão divididos em quatro grupos com nove ou dez equipes cada, denominados Grupo 1, 2, 3 e 4. A composição dos grupos será definida com base na proximidade geográfica e conectividade logística. A fase será disputada em sistema de todos contra todos em turno e returno (jogos de ida e volta) entre os clubes de cada grupo. Ao todo, serão realizadas dezoito rodadas nesta etapa. Os quatro primeiros colocados de cada grupo, num total de 16 clubes, estarão classificados para a fase seguinte.

## Segunda fase
Os dezesseis times participantes serão divididos em quatro grupos: Grupo A, B, C e D. A composição dos grupos será a seguinte:
1. Grupo A: 1º do Grupo 1, 2º do Grupo 2, 3º do Grupo 1 e 4º do Grupo 2.
2. Grupo B: 1º do Grupo 2, 2º do Grupo 1, 3º do Grupo 2 e 4º do Grupo 1.
3. Grupo C: 1º do Grupo 3, 2º do Grupo 4, 3º do Grupo 3 e 4º do Grupo 4.
4. Grupo D: 1º do Grupo 4, 2º do Grupo 3, 3º do Grupo 4 e 4º do Grupo 3.

Assim como a fase anterio, novamente teremos a disputa em todos contra todos em turno e returno dentro de cada grupo, num total de seis rodadas. os clubes que terminaram em 1º e 2º lugar na Etapa Regional entram aqui com 2 e 1 ponto de bonificação, respectivamente. Os demais clubes começarão a fase com zero pontos. Os dois primeiros colocados de cada grupo ao final se classificam para o "mata-mata" (fase final) da competição.

## Fase final

### Quartas de final
| Chave | Clube 1       | Placar | Clube 2       | 1.º jogo | 2.º jogo |
| ----- | ------------- | ------ | ------------- | -------- | -------- |
| 1     | 1º do Grupo A | —      | 2º do Grupo B | —        | —        |
| 2     | 1º do Grupo B | —      | 2º do Grupo A | —        | —        |
| 1     | 1º do Grupo C | —      | 2º do Grupo D | —        | —        |
| 2     | 1º do Grupo D | —      | 2º do Grupo C | —        | —        |

### Semifinal
| Chave | Clube 1             | Agregado | Clube 2             | 1.º jogo | 2.º jogo |
| ----- | ------------------- | -------- | ------------------- | -------- | -------- |
| S1    | Vencedor da Chave 1 | —        | Vencedor da Chave 2 | —        | —        |
| S2    | Vencedor da Chave 3 | —        | Vencedor da Chave 4 | —        | —        |

### Final
| Chave | Clube 1              | Agregado | Clube 2              | 1.º jogo | 2.º jogo |
| ----- | -------------------- | -------- | -------------------- | -------- | -------- |
| —     | Vencedor da Chave S1 | —        | Vencedor da Chave S2 | —        | —        |

## Premiação
| Liga 3 Joma de 2025 Terceira Divisão do Campeonato Peruano de Futebol |
| --------------------------------------------------------------------- |
| EM DISPUTA Campeão (?.º título da terceira divisão)                   |

## Repescagem
| Chave | Clube 1                | Agregado | Clube 2                      | 1.º jogo | 2.º jogo |
| ----- | ---------------------- | -------- | ---------------------------- | -------- | -------- |
| —     | Vice-campeão da Liga 3 | —        | Vice-campeão da Copa do Peru | —        | —        |